# Amanchu!
Amanchu! (あまんちゅ!) est un shōnen manga de Kozue Amano prépublié entre novembre 2008 et mai 2021 dans le Monthly Comic Blade et publié en un total de 17 volumes reliés par l'éditeur Mag Garden. La version française est éditée par Ki-oon en autant de volumes sortis entre entre mars 2011 et mai 2022.
La série est adaptée en une série télévisée d'animation de douze épisodes produite par J. C. Staff et diffusée au Japon entre juillet 2016 et septembre 2016. Une seconde saison de douze épisodes intitulée Amanchu! Advance est diffusée entre avril 2018 et juin 2018.

## Synopsis
C’est le dernier jour des vacances de printemps. Hikari en profite pour faire un peu de plongée, sa grande passion. Le vent du large, un soleil éblouissant, la mer à perte de vue lui font oublier que le lendemain, c’est la rentrée… C’est le moment que choisit Futaba, qui vient d’emménager à Itō, pour garer son scooter face à la plage. Ce que les deux jeunes filles ne savent pas encore, c’est qu’elles seront ensemble au lycée le lendemain et que la plongée va les réunir.

## Personnages

### Personnages principaux
Hikari Kohinata (小日向 光, Kohinata Hikari)/« Pikari » (ぴかり)
Voix japonaise : Eri Suzuki
C'est une jeune passionnée de plongée sous-marine qui s'apprête à rentrer au lycée. Cette jeune adolescente est toujours très dynamique et enjouée, le sourire rayonnant toujours sur son visage. À côté de la plongée, elle apprécie énormément la soupe au porc de sa grand-mère.
Futaba Ooki (大木 双葉, Ōki Futaba)/« Teko » (てこ)
Voix japonaise : Ai Kayano
Cette jeune fille de 16 ans vient tout juste d'arriver à Itō, la ville où se déroule l'histoire. Elle n'y connait encore personne et s'apprête aussi à rentrer au lycée, celui de Hikari. Elle est de nature assez introvertie et très timide.
Ai Ninomiya (二宮 愛, Ninomiya Ai)
Voix japonaise : Saori Ōnishi (en)
C'est une amie de Hikari & Futaba. Elle apparait dans le tome 2 en tant que "simple cliente" premièrement, puis en tant qu'amie. Elle fait elle aussi partis du club de plongée. Elle a tendance à frapper très souvent son frère cadet. Elle est la capitaine du club.
Makoto Ninomiya (二宮 誠, Ninomiya Makoto)
Voix japonaise : Yūichirō Umehara
C'est le frère cadet jumeaux de Ai. Il est calme (complètement différent de sa grand sœur) et attentif.
Mato Katori (火鳥 真斗, Katori Mato)
Voix japonaise : Shizuka Itō
C'est une jeune enseignante (très dynamique) du lycée de Yumegaoka. Elle est aussi une adepte de la plongée sous-marine.
Marron (ありあ, Aria)/Advisor Cha (ちゃ顧問, Cha-Komon)
Voix japonaise : Yurika Kubo
C'est le chat du proviseur, mais aussi le "moniteur" du club.
Princesse (お姫, Ohime)
Voix japonaise : Aya Suzaki (en)
C'est une chatte trouvée par Hikari et Futaba. Elle adore téter les doigts et n'en fait qu'à sa tête. Le proviseur l'a adoptée et Marron en est amoureux.
Kino Kohinata (小日向きの, Kohinata Kino)
Voix japonaise : Kikuko Inoue
Kokoro Misaki (岬こころ, Misaki Kokoro)
Voix japonaise : Ai Yamamoto,
Kotori Misaki (岬ことり, Misaki Kotori)
Voix japonaise : Ai Kakuma (en)
Kodama Kohinata (小日向こだま, Kohinata Kodama)
Voix japonaise : Aya Suzaki

## Manga

Logo original du manga.

Le manga est prépublié depuis le 29 novembre 2008 dans le magazine Monthly Comic Blade édité par Mag Garden. La publication du manga est passée à un rythme trimestrielle entre 2010 et 2011 du fait que l'auteur était enceinte. La version française est publiée par Ki-oon depuis mars 2011.
En septembre 2020, la fin du manga est annoncée pour 2021. Le 17e et dernier volume sort le 10 novembre 2021 au Japon et le 12 mai 2022 en France.
Amanchu! a un rapport proche avec le milieu marin, comme les précédentes œuvres de l'auteur, Aqua et Aria, auxquelles elle fait occasionnellement référence, par exemple au travers d'un poster d'Aria dans les locaux du club de plongée.

### Liste des volumes
| no | Japonais          | Japonais                                                                 | Français          | Français          |
| no | Date de sortie    | ISBN                                                                     | Date de sortie    | ISBN              |
| -- | ----------------- | ------------------------------------------------------------------------ | ----------------- | ----------------- |
| 1  | 10 août 2009      | 978-4-86127-642-2                                                        | 10 mars 2011      | 978-2-35592-245-9 |
| 2  | 10 février 2010   | 978-4-86127-696-5                                                        | 30 juin 2011      | 978-2-35592-288-6 |
| 3  | 10 août 2010      | 978-4-86127-757-3                                                        | 22 septembre 2011 | 978-2-35592-313-5 |
| 4  | 10 mars 2012      | 978-4-86127-960-7                                                        | 28 juin 2012      | 978-2-35592-406-4 |
| 5  | 10 octobre 2012   | 978-4-8000-0051-4                                                        | 23 mai 2013       | 978-2-35592-534-4 |
| 6  | 10 mai 2013       | 978-4-8000-0147-4 (édition standard) 978-4-8000-0101-6 (édition limitée) | 28 novembre 2013  | 978-2-35592-603-7 |
| 7  | 9 novembre 2013   | 978-4-8000-0227-3 (édition standard) 978-4-8000-0233-4 (édition limitée) | 28 mai 2014       | 978-2-3559-2679-2 |
| 8  | 10 mai 2014       | 978-4-8000-0301-0 (édition standard) 978-4-8000-0279-2 (édition limitée) | 27 novembre 2014  | 978-2-35592-747-8 |
| 9  | 10 février 2015   | 978-4-8000-0410-9                                                        | 2 juillet 2015    | 978-2-35592-805-5 |
| 10 | 9 juillet 2016    | 978-4-8000-0599-1 (édition standard) 978-4-8000-0569-4 (édition limitée) | 8 décembre 2016   | 978-2-35592-960-1 |
| 11 | 10 septembre 2016 | 978-4-8000-0610-3 (édition standard) 978-4-8000-0570-0 (édition limitée) | 25 janvier 2018   | 979-10-327-0221-5 |
| 12 | 10 avril 2018     | 978-4-8000-0756-8 (édition standard) 978-4-8000-0738-4 (édition limitée) | 24 janvier 2019   | 979-10-327-0381-6 |
| 13 | 9 juin 2018       | 978-4-8000-0780-3 (édition standard) 978-4-8000-0780-3 (édition limitée) | 4 juillet 2019    | 979-10-327-0429-5 |
| 14 | 10 avril 2019     | 978-4-8000-0842-8                                                        | 5 décembre 2019   | 979-10-327-0518-6 |
| 15 | 10 décembre 2019  | 978-4-8000-0919-7                                                        | 21 janvier 2021   | 979-10-327-0671-8 |
| 16 | 27 février 2021   | 978-4-8000-1054-4 (édition standard) 978-4-8000-0965-4 (édition limitée) | 12 août 2021      | 979-10-327-0813-2 |
| 17 | 10 novembre 2021  | 978-4-8000-1142-8 (édition standard) 978-4-8000-0966-1 (édition limitée) | 12 mai 2022       | 979-10-327-1131-6 |

## Série d'animation

logo original de la série animée.

En octobre 2015, une adaptation en série télévisée d'animation est annoncée pour l'été 2016. La première saison de douze épisodes est diffusée au Japon entre le 8 juillet 2016 et le 23 septembre 2016 et en simulcast sur Crunchyroll dans certaines régions,. La série, produite par le studio J. C. Staff, est réalisée par Jun'ichi Satō et Ken'ichi Kasai (en) et scénarisée par Deko Akao (en), avec un chara design de Yoko Ito. La musique est composée par GONTITI et produite par Flying Dog. Le générique d'ouverture, Million Clouds, est interprété par Māya Sakamoto et le générique de fin, Futari Shōjo (ふたり少女), est interprété par Tekopikari, le duo de chanteuses Eri Suzuki et Ai Kayano.
Un OVA est inclus avec le 7e volume Blu-ray/DVD volume sorti le 29 mars 2017, puis devient disponible sur Crunchyroll le 12 octobre 2017.
Une seconde saison de douze épisodes intitulée Amanchu! Advance est diffusée au Japon entre le 7 avril 2018 et le 23 juin 2018. Le générique d'ouverture, Crosswalk, est interprété par Minori Suzuki, le générique de fin, Harō, Harō (ハロー、ハロー) par Māya Sakamoto et la chanson additionnelle Tieleusha par Mina Kubota. La majorité de l'équipe de la première saison est renouvelée, Kiyoko Sayama (en) remplaçant néanmoins Kenichi Kasai à la réalisation. La saison est également diffusée en simulcast sur Crunchyroll dans certaines régions.

### Liste des épisodes

#### Amanchu!
| No  | Titre de l’épisode en anglais                                        | Titre de l’épisode en japonais                                                     | Date de 1re diffusion |
| --- | -------------------------------------------------------------------- | ---------------------------------------------------------------------------------- | --------------------- |
| 1   | The Story of the Girl and the Ocean                                  | 少女と海のコト Shōjo to Umi no Koto                                                | 8 juillet 2016        |
| 2   | The Story of Doing Something Bad With Hikari                         | 光といけないコト Hikari to Ikenai Koto                                             | 15 juillet 2016       |
| 3   | The Story of the Secret to Excitement and Happiness                  | ワクワクと幸せのコツのコト Wakuwaku to Shiawase no Kotsu no Koto                   | 22 juillet 2016       |
| 4   | The Story of Excitement and the Despairing Heart                     | ワクワクと諦める心のコト Wakuwaku to Akirameru Kokoro no Koto                      | 29 juillet 2016       |
| 5   | The Story of the First Time at Sea With Friends                      | 仲間と初めての海のコト Nakama to Hajimete no Umi no Koto                           | 5 août 2016           |
| 6   | The Story of the False Wish                                          | ホントじゃない願いのコト Honto janai Negai no Koto                                 | 12 août 2016          |
| 7   | The Story of the End of Rain The Story of the Beginning of Summer    | 雨のおわりのコト 夏のはじまりのコト Ame no Owari no Koto Natsu no Hajimari no Koto | 19 août 2016          |
| 8   | The Story of the Feelings Yet Hidden The Story of Things Yet Unknown | 秘めた思いのコト まだまだ知らないコト Himeta Omoi no Koto Madamada Shiranai Koto   | 26 août 2016          |
| 9   | The Story of the Memories You Can't Erase                            | 消せない思い出のコト Kesenai Omoide no Koto                                        | 2 septembre 2016      |
| 10  | The Story of Losing Your Way in Today                                | 今日という一日を迷うコト Kyō to Iu Tsuitachi o Mayō Koto                           | 9 septembre 2016      |
| 11  | The Story of the Cat and the Kitten                                  | 猫と子猫のコト Neko to Koneko no Koto                                              | 16 septembre 2016     |
| 12  | The Story of the Blue World                                          | 青い世界のコト Aoi Sekai no Koto                                                   | 23 septembre 2016     |
| OVA | The Story of the Promised Summer and New Memories                    | 約束の夏と新しい思い出のコト Yakusoku no Natsu to Atarashī Omoide no Koto          | 29 mars 2017          |

#### Amanchu! Advance
| No | Titre de l’épisode en anglais                                    | Titre de l’épisode en japonais                                                 | Date de 1re diffusion |
| -- | ---------------------------------------------------------------- | ------------------------------------------------------------------------------ | --------------------- |
| 1  | The Story of One Summer Night and a Confession                   | ある夏の夜と告白のコト Aru Natsu no Yoru to Kokuhaku no Koto                   | 7 avril 2018          |
| 2  | The Story of Midsummer and Sparkling Eyes                        | 夏の真ん中とキラキラの瞳のこと Natsu no Man'naka to Kirakira no Hitomi no Koto | 14 avril 2018         |
| 3  | The Story of the Pro and the Expert of Happiness                 | 幸せのプロと達人のコト Shiawase no Puro to Tatsujin no Koto                    | 21 avril 2018         |
| 4  | The Story of Autumn and a Tender Happiness                       | 秋とふわり人の幸せのコト Aki to Fuwari hito no Shiawase no Koto                | 28 avril 2018         |
| 5  | The Story of the Jet-Black Mermaid and the Solitude of 18m Under | 漆黒の人魚と18mの孤独のコト Shikkoku no Ningyo to 18m no Kodoku no Koto        | 5 mai 2018            |
| 6  | The Story of a Halloween Night's Dream                           | ハロウィーンの夜の夢の物語 Harowin no Yoru no Yume no Koto                     | 12 mai 2018           |
| 7  | The Story of the Neverending School Festival                     | 永遠のガクエンサイのコト Eien no Gakuensai no Koto                             | 19 mai 2018           |
| 8  | The Story of Fleeting, Unfulfilled Desires                       | 届かない儚いオモイのコト Todokanai Hakanai Omoi no Koto                        | 26 mai 2018           |
| 9  | The Story of Tears and an Endless Dream                          | 終わりのない夢とナミダのコト Owari no Nai yume to Namida no Koto               | 2 juin 2018           |
| 10 | The Story of a New Beginning and New Feelings                    | そのはじまりに想うコト Sono Hajimari ni Omou Koto                              | 9 juin 2018           |
| 11 | The Story of Cold, Flames and Well Wishes                        | 風邪と炎とおめでうとのコト Kaze to Honō to o medeu to no Koto                  | 16 juin 2018          |
| 12 | The Story of Future possibilities                                | いつか、まだ知らない明日のコト Itsu ka, mada shiranai asu no koto              | 23 juin 2018          |